# Allée couverte des Meurtiaux
L' allée couverte des Meurtiaux, appelée aussi allée couverte de l'Épine ou la Roche-aux-Fées, est située à Le Gouray dans le département français des Côtes-d'Armor.

## Description
L' allée couverte mesure environ 10,50 m de longueur et 1,40 m en moyenne de largeur. Elle est orientée selon un axe nord-ouest/sud-est. De forme rectangulaire, elle ne comporte qu'une unique chambre. Elle est délimitée par onze orthostates qui supportent encore quatre tables de couverture. La dalle la plus grande comporte des traces de débitage par coins de bois bien visibles. Toutes les dalles sont en granite. Le monument a été partiellement démantelé pour récupérer des pierres.